# 达豪
达豪（德語：Dachau，發音：[ˈdaxaʊ] ⓘ）是德国巴伐利亚州上巴伐利亚行政区达豪县的城市，也是达豪县的县治，面积34.96平方千米，2023年12月31日人口为48,337人。
1933年，纳粹德国在该地建立达豪集中营，有2.5万余人被屠杀。